# 全日本海員組合
全日本海員組合（ぜんにほんかいいんくみあい、略称: 海員（かいいん）、英: All Japan Seamen's Union、略称: JSU）は、外航船や遠洋漁船で働く船員や日本の海事関連産業で働く労働者で組織する日本で唯一の産業別単一労働組合である。
日本労働組合総連合会（連合）、全日本交通運輸産業労働組合協議会（交運労協）、全日本港湾運輸労働組合同盟（港運同盟）、国際運輸労連（ITF）に加盟している。
設立当初の本部は兵庫県神戸市にあったが、1959年（昭和34年）に東京都への移転が決議され、1964年（昭和39年）、港区六本木に全日本海員組合本部会館（海員ビル）が完成した。

## 概要
1945年（昭和20年）10月5日に、船員すべてを対象とする個人加入の産業別単一労働組合として発足した。
発足した翌年の1946年（昭和21年）9月10日にはゼネラル・ストライキを実施。同年9月20日に解決。
かつては全日本労働総同盟（同盟）の構成組織であり、現在は日本労働組合総連合会（連合）に加盟している。かつては民社党の支持組織であり、1960年11月の大会で同党支持を決定したが、1973年11月の大会で特定政党支持の廃止を決定し、組合員に政党支持の自由を保障した）。2010年代以降は自由民主党にも結びつきを強めており、衆議院副議長や防衛庁長官を歴任した衛藤征士郎（海事振興連盟会長）が組合の名誉政治参与に就任しているほか、中谷元や浜田靖一、小野寺五典ら防衛大臣経験者らも政治参与に就任している。

### 組合長選挙無効確認裁判
2010年（平成22年）11月12日に実施された組合長選挙では藤澤洋二が組合長に選出されたが、藤澤と対立する元中央執行委員の北山等が藤澤の当選無効を主張して裁判に及んだ。2012年（平成24年）1月24日、東京地方裁判所が藤澤の当選を無効とする判決を下したが、控訴審では2013年（平成25年）9月27日に東京高等裁判所が、一審を覆して藤澤の当選を有効と認めた。

### 前組合長による6億円の基金流用および申告漏れ
2023年（令和5年）6月20日、前組合長の森田保己が、組合に関連する財団法人が管理する基金の一部を私的に流用していたなどとして、東京国税局が約6億円の申告漏れを指摘し、重加算税や過少申告加算税を含め約2億円を追徴課税していたことが報じられた。報道によれば、森田は組合に関連する財団法人が管理していた、外国人船員の研修などに充てる基金の一部を私的に流用し、貴金属や高級腕時計を購入していたほか、フィリピンに船員向けの宿泊施設などを建設した際、現地の業者から海外にある自身の口座でリベートを受け取っており、これらを所得として税務申告しておらず、東京国税局は悪質な所得隠しと判断したものとみられた。なお、全日本海員組合は報道から1週間以上が経過した6月28日、「前組合長に関する報道について」と題する文書をホームページに掲載した。

## 自衛隊との関係

### 予備自衛官補問題
2016年1月、有事の操船者確保のために民間の船員を予備自衛官補として採用する防衛省の計画を、徴用であるとして反対した。2016年2月、北朝鮮による弾道ミサイル対応での陸上自衛隊部隊の輸送を拒否した。

### 有事の際の対応
自衛隊では高速輸送艦が不足していたことから、有事の際に自衛隊の要請から72時間以内に出航可能な体制を確立するため、2014年に新日本海フェリーの「はくおう」と津軽海峡フェリー所有の「ナッチャンWorld」をチャーターすることになったが、輸送協力については全日本海員組合の意向に左右されることから、防衛省ではチャーターからPFI事業に切り替えるため、特別目的会社である高速マリン・トランスポートを設立した。

## 組織
常任役員
- 組合長：松浦満晴
  - 組合長代行：田中伸一
  - 組合長代行：鈴木順三
    - 中央執行委員：池谷義之（国際局長）
    - 中央執行委員：髙橋健二（水産局長）
    - 中央執行委員：平岡英彦（国内局長）
    - 中央執行委員：立川博行（政策局長）
    - 中央執行委員：齋藤洋（総務局長・中央執行委員会企画室担当）

本部組織
- 全国大会
- 中央執行委員会
- 全国評議会
- 本部機構
  - 国際局（外航部、国際部、海外代表部）
  - 水産局（水産部、海外代表部）
  - 国内局（組織部、国内部）
  - 政策局（総合政策部）
  - 総務局（総務部、奨学金制度運営管理部）
  - 中央執行委員会企画室
  - 広報室

地方組織
- 支部機関
  - 北海道地方支部
    - 道北支部
    - 道東支部
    - 道南支部

  - 東北地方支部
    - 八戸支部
    - 気仙沼支部
    - 小名浜支部

  - 関東地方支部
    - 三崎支部
    - 新潟支部
    - 静岡支部

  - 関西地方支部
    - 大阪支部
    - 名古屋支部
    - 北陸支部

  - 中・四国地方支部
    - 高松支部
    - 尾道支部
    - 愛媛支部

  - 九州関門地方支部
    - 長崎支部
    - 鹿児島支部
    - 沖縄支部

海外代表部
- フィリピン代表部
- ベトナム代表部
- 中国代表部
- インドネシア代表部

## 全日本海員組合本部会館

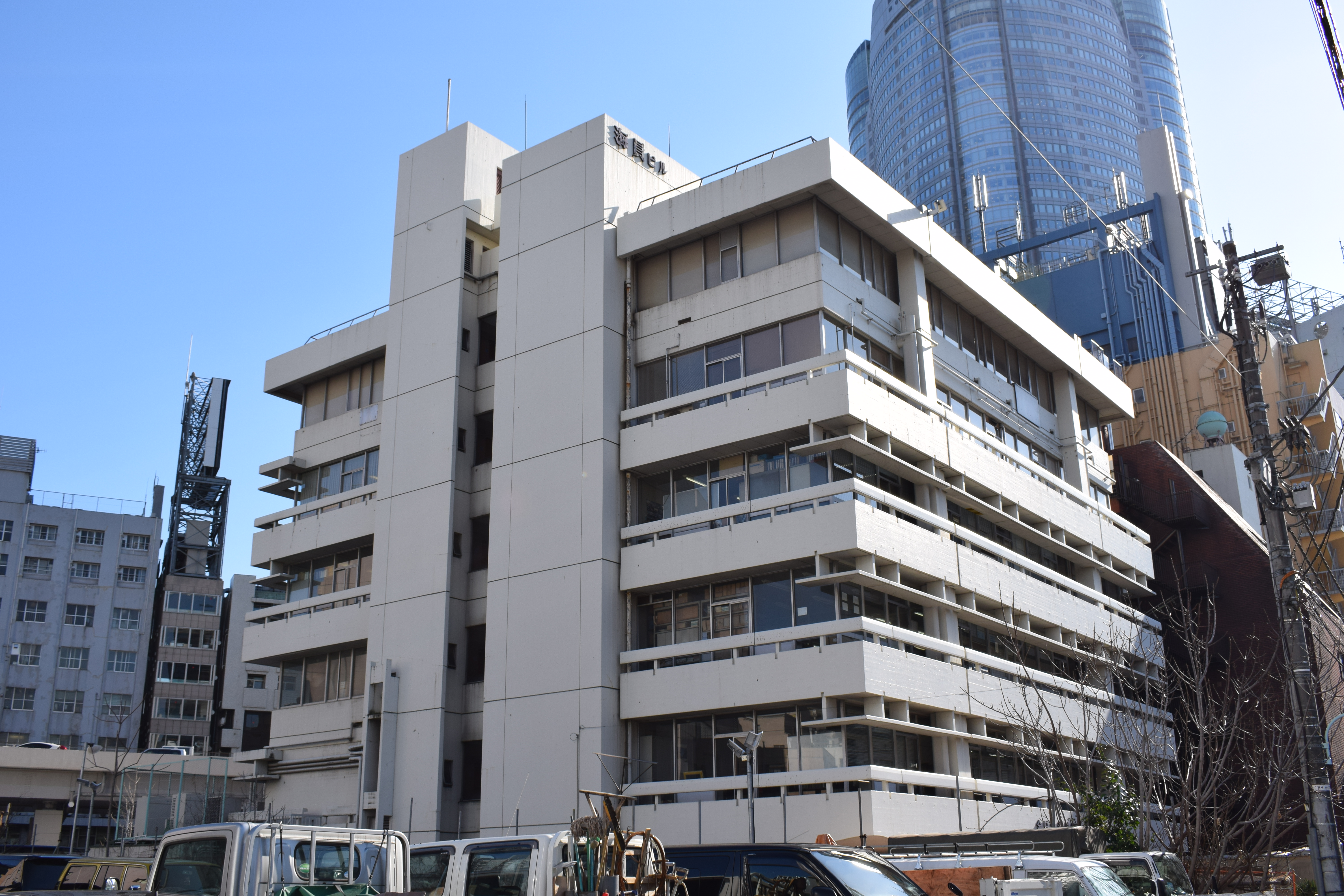
全日本海員組合が入る海員ビル（六本木、DOCOMOMO Japanが選定した日本におけるモダン・ムーブメントの建築の1つ）

全日本海員組合本部会館（海員ビル）は1964年（昭和39年）に港区六本木に完成した。地上6階、地下3階。
大高正人により設計され、当時は住居地域として高さ20メートルの制限があったためビル容積の四割は地下にあり、オフィスのレイアウト変更にも柔軟に対応できるよう機能性と可変性が重視された。
2017年（平成29年）に日本におけるモダン・ムーブメントの建築に選定。
2022年（令和4年）末からビルの改修作業が行われ、会議室不足のため1974年（昭和49年）に埋められた中庭なども復元される。

## 関連事業
全日本海員組合の海員福祉研修会館という目的に加え通常のホテル業務も行う施設として、1989年に東京都中央区晴海4丁目に「ホテルマリナーズコート東京」が開業したが、2022年4月1日より当面の間、館内設備改修工事のため休業するとしている。なお、休館中のホテルマリナーズコート東京には、本部会館改修に伴い全日本海員組合の本部が仮移転した。